# Горка (Тоншаловское сельское поселение)
Горка — деревня в Череповецком районе Вологодской области.
Входит в состав Тоншаловского сельского поселения, с точки зрения административно-территориального деления — в Тоншаловский поссовет.
Расстояние по автодороге до районного центра Череповца — 12 км, до центра муниципального образования Тоншалово — 1 км. Ближайшие населённые пункты — Солманское, Тоншалово, Кальнинское.
По переписи 2002 года население — 14 человек.